# Huracán Carla
El Huracán Carla fue uno de los dos ciclones tropicales categoría 5 durante la Temporada de huracanes del Atlántico de 1961. Golpeó las costas de Texas como un huracán categoría 4, convirtiéndose en una de las más poderosas tormentas en golpear Estados Unidos y la más fuerte que haya tocado Texas. La tormenta causó más de 2 mil millones de dólares (2005 USD) en daños, pero debido a la evacuación de 50.000 residentes el conteo de muertes fue de tan solo 43.

## Historia meteorológica

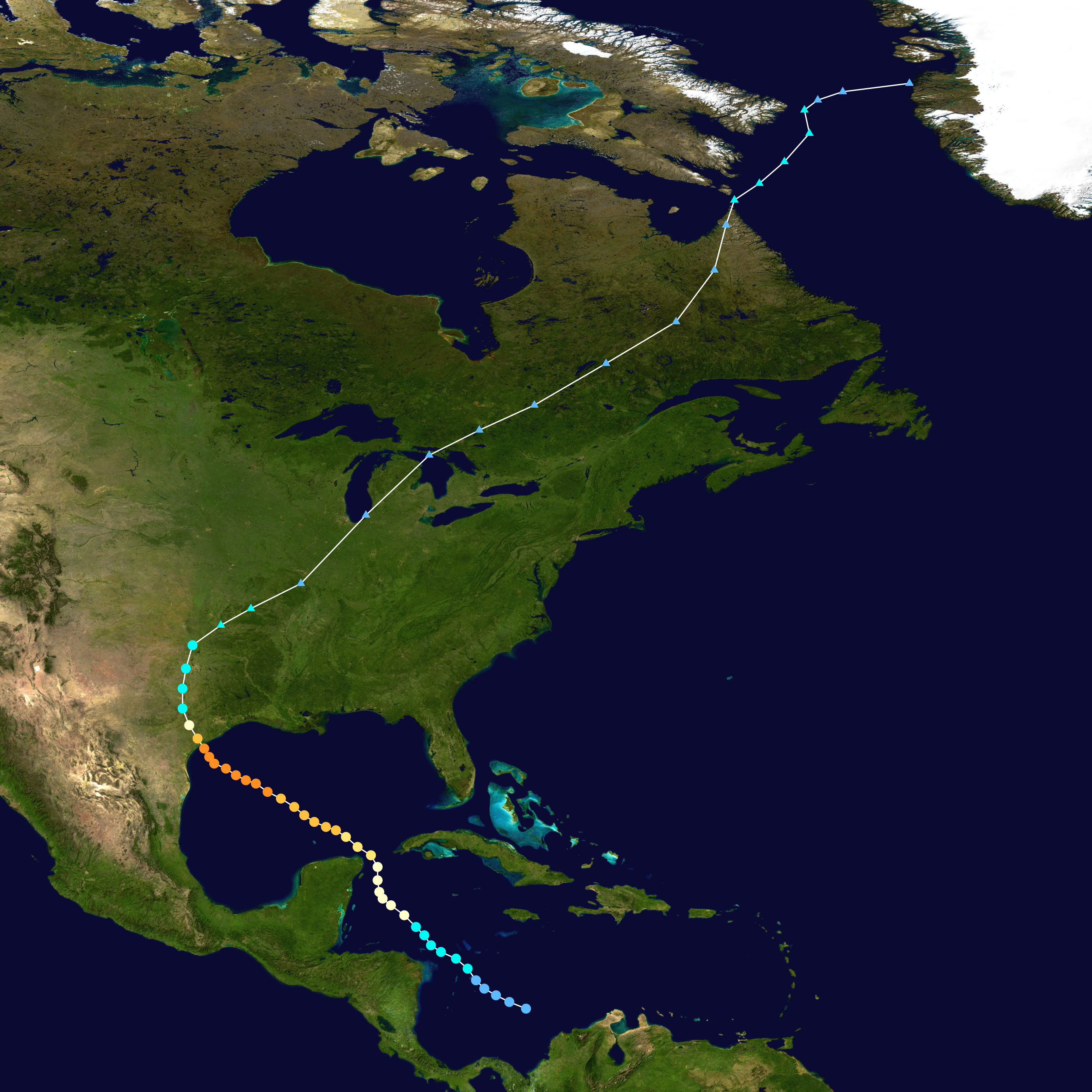
Trayectoria de la tormenta Carla.

Una tormenta tropical se desarrolló en la parte oeste del mar Caribe el 3 de septiembre de un disturbio en la zona de convergencia intertropical. Avanzó al noroeste, convirtiéndose en tormenta tropical el 5 de septiembre y en huracán el 6. Después de rozar la península de Yucatán como un huracán débil, Carla entró al golfo de México dirigiéndose a la costa de Estados Unidos en el Golfo.